# Giuncheto
Giuncheto est une commune française située dans la circonscription départementale de la Corse-du-Sud et le territoire de la collectivité de Corse. Elle appartient à l'ancienne piève de Sartène.

## Géographie
La commune se trouve au sud du bourg de Sartène et est totalement enclavée dans le territoire communal de celle-ci.

## Urbanisme

### Typologie
Au 1er janvier 2024, Giuncheto est catégorisée commune rurale à habitat dispersé, selon la nouvelle grille communale de densité à sept niveaux définie par l'Insee en 2022.
Elle est située hors unité urbaine et hors attraction des villes,.

### Occupation des sols
L'occupation des sols de la commune, telle qu'elle ressort de la base de données européenne d’occupation biophysique des sols Corine Land Cover (CLC), est marquée par l'importance des forêts et milieux semi-naturels (82,3 % en 2018), néanmoins en diminution par rapport à 1990 (84,1 %). La répartition détaillée en 2018 est la suivante : 
milieux à végétation arbustive et/ou herbacée (52,2 %), forêts (30,1 %), zones agricoles hétérogènes (17,8 %). L'évolution de l’occupation des sols de la commune et de ses infrastructures peut être observée sur les différentes représentations cartographiques du territoire : la carte de Cassini (XVIIIe siècle), la carte d'état-major (1820-1866) et les cartes ou photos aériennes de l'IGN pour la période actuelle (1950 à aujourd'hui).

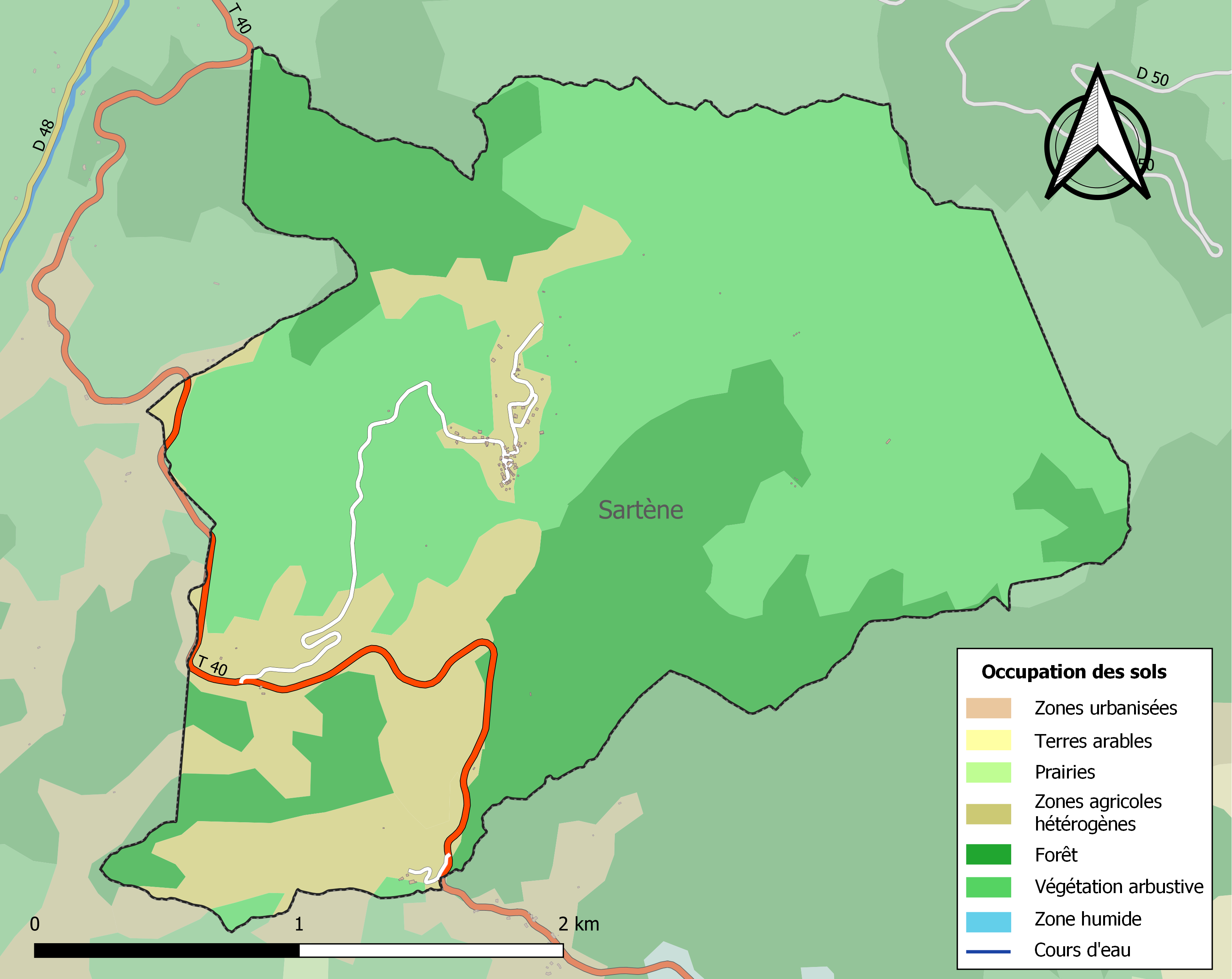
Carte des infrastructures et de l'occupation des sols de la commune en 2018 (CLC).

## Toponymie
En corse la commune se nomme Ghjunchetu.

## Politique et administration
| Période                                  | Période  | Identité          | Étiquette | Qualité |
| ---------------------------------------- | -------- | ----------------- | --------- | ------- |
| (maire en 1981)                          | 1995     | Antoine Semini    |           |         |
| 1995                                     |          | Jean-Marc Leandri |           |         |
| mars 2001                                | 2014     | Pierre Juniet     |           |         |
| 2014                                     | En cours | François Paolini  | DVD       |         |
| Les données manquantes sont à compléter. |          |                   |           |         |

## Démographie
L'évolution du nombre d'habitants est connue à travers les recensements de la population effectués dans la commune depuis 1800. Pour les communes de moins de 10 000 habitants, une enquête de recensement portant sur toute la population est réalisée tous les cinq ans, les populations de référence des années intermédiaires étant quant à elles estimées par interpolation ou extrapolation. Pour la commune, le premier recensement exhaustif entrant dans le cadre du nouveau dispositif a été réalisé en 2007.

En 2022, la commune comptait 101 habitants, en évolution de +20,24 % par rapport à 2016 (Corse-du-Sud : +7,61 %, France hors Mayotte : +2,11 %).
| 1800 | 1806 | 1821 | 1831 | 1836 | 1841 | 1846 | 1851 | 1856 |
| ---- | ---- | ---- | ---- | ---- | ---- | ---- | ---- | ---- |
| 464  | 462  | 481  | 481  | 457  | 307  | 315  | 248  | 279  |

| 1861 | 1866 | 1872 | 1876 | 1881 | 1886 | 1891 | 1896 | 1901 |
| ---- | ---- | ---- | ---- | ---- | ---- | ---- | ---- | ---- |
| 269  | 259  | 239  | 238  | 255  | 249  | 311  | 350  | 325  |

| 1906 | 1911 | 1921 | 1926 | 1931 | 1936 | 1946 | 1954 | 1962 |
| ---- | ---- | ---- | ---- | ---- | ---- | ---- | ---- | ---- |
| 293  | 254  | 297  | 314  | 303  | 319  | 155  | 103  | 79   |

| 1968 | 1975 | 1982 | 1990 | 1999 | 2006 | 2007 | 2012 | 2017 |
| ---- | ---- | ---- | ---- | ---- | ---- | ---- | ---- | ---- |
| 77   | 53   | 41   | 46   | 69   | 87   | 89   | 80   | 86   |

| 2022 | - | - | - | - | - | - | - | - |
| ---- | - | - | - | - | - | - | - | - |
| 101  | - | - | - | - | - | - | - | - |

## Lieux et monuments
L'église Saint Pierre et Saint Paul.

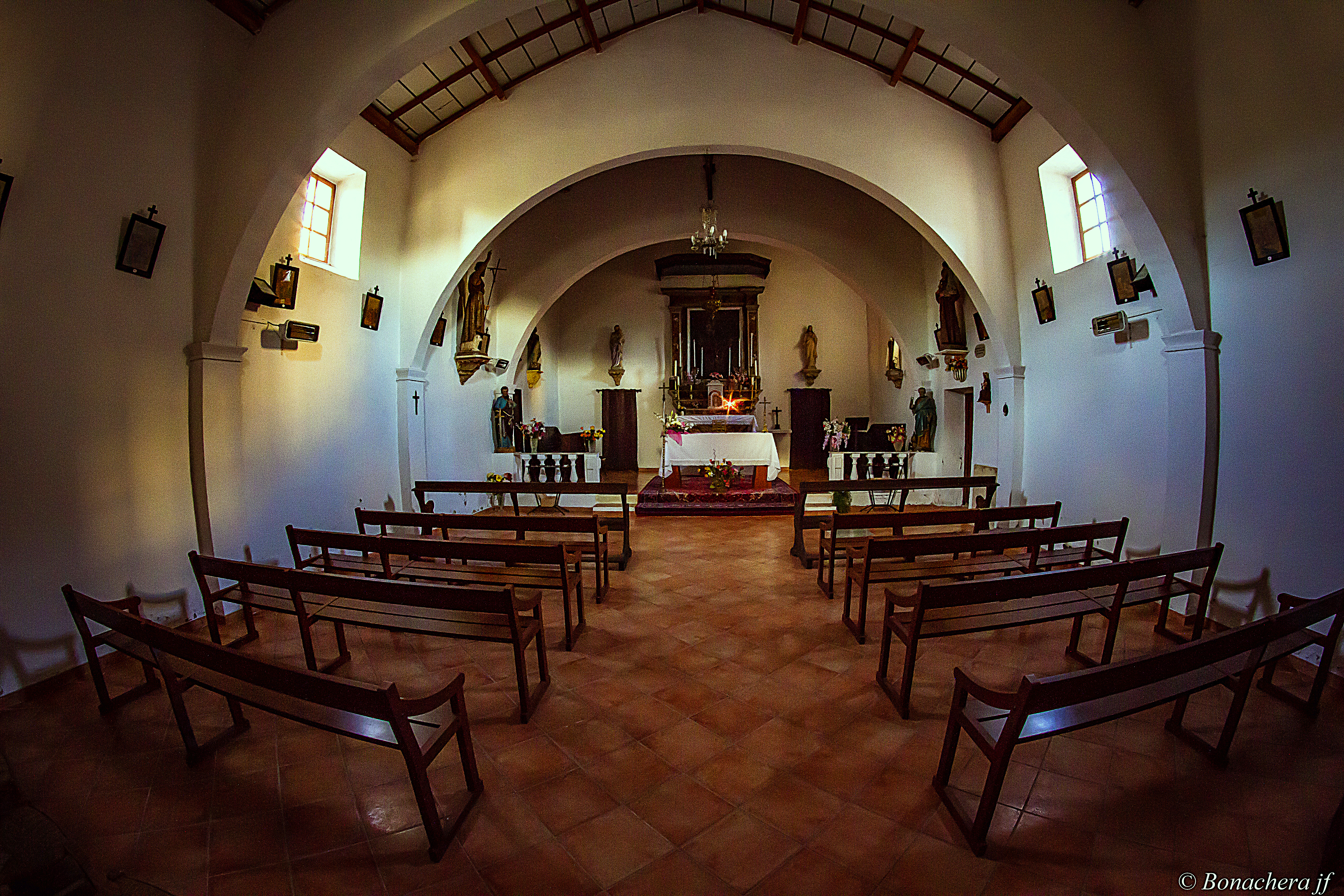
L'intérieur de l'église de Ghjunchettu

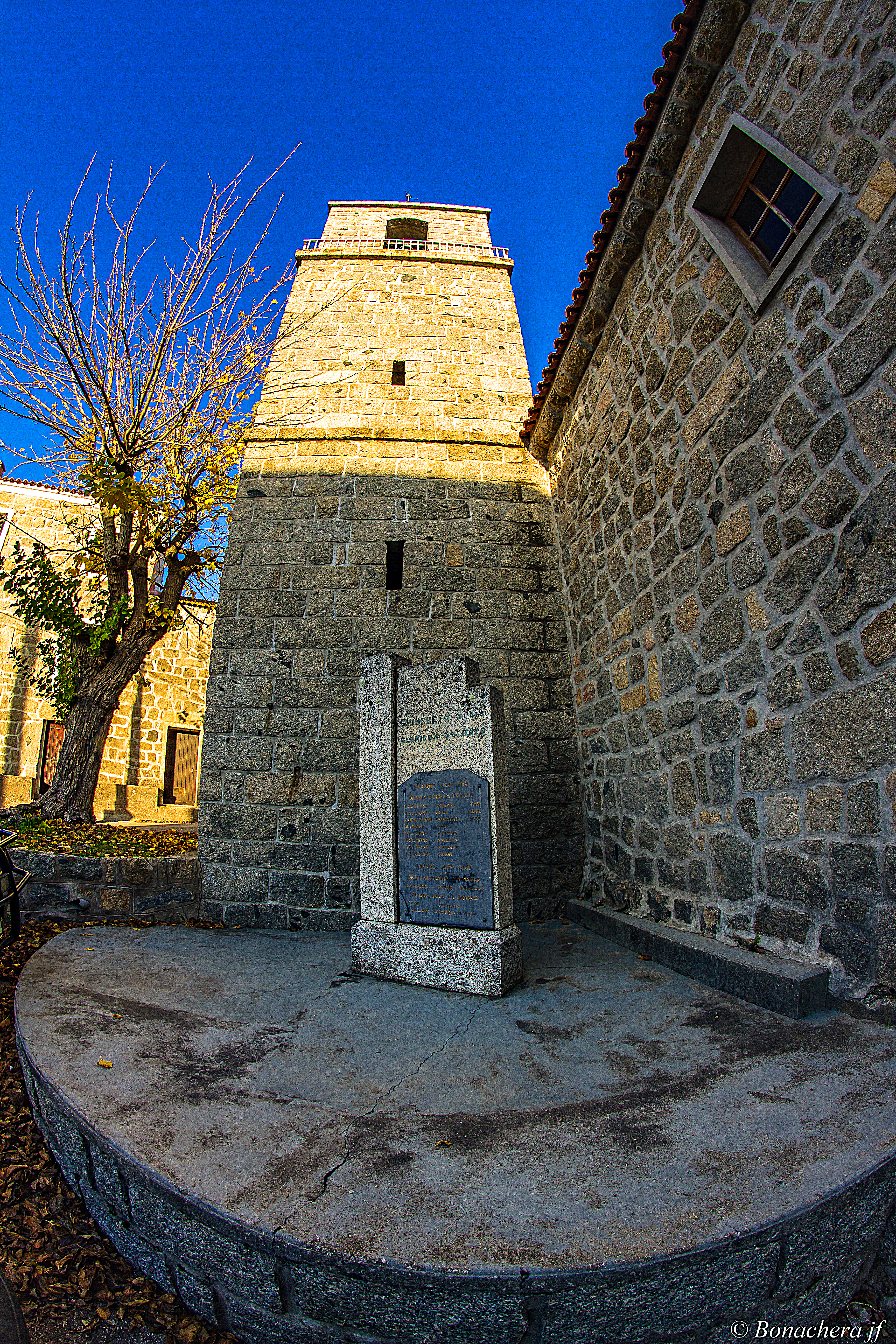
Le clocher et le monument aux morts de l'église Saint-Pierre et Saint-Paul

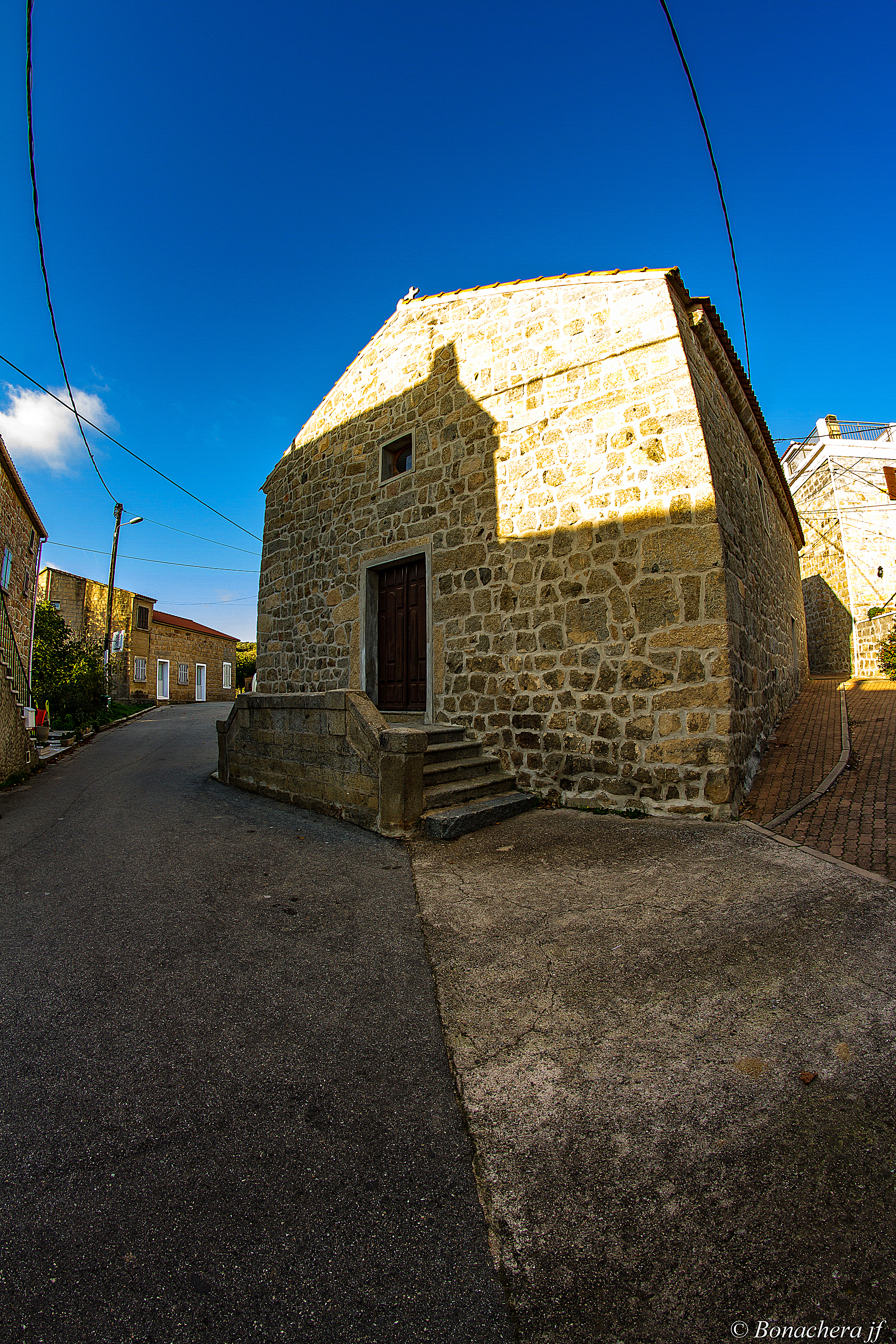
L'entrée de l'église Saint-Pierre et Saint-Paul

### À Punta

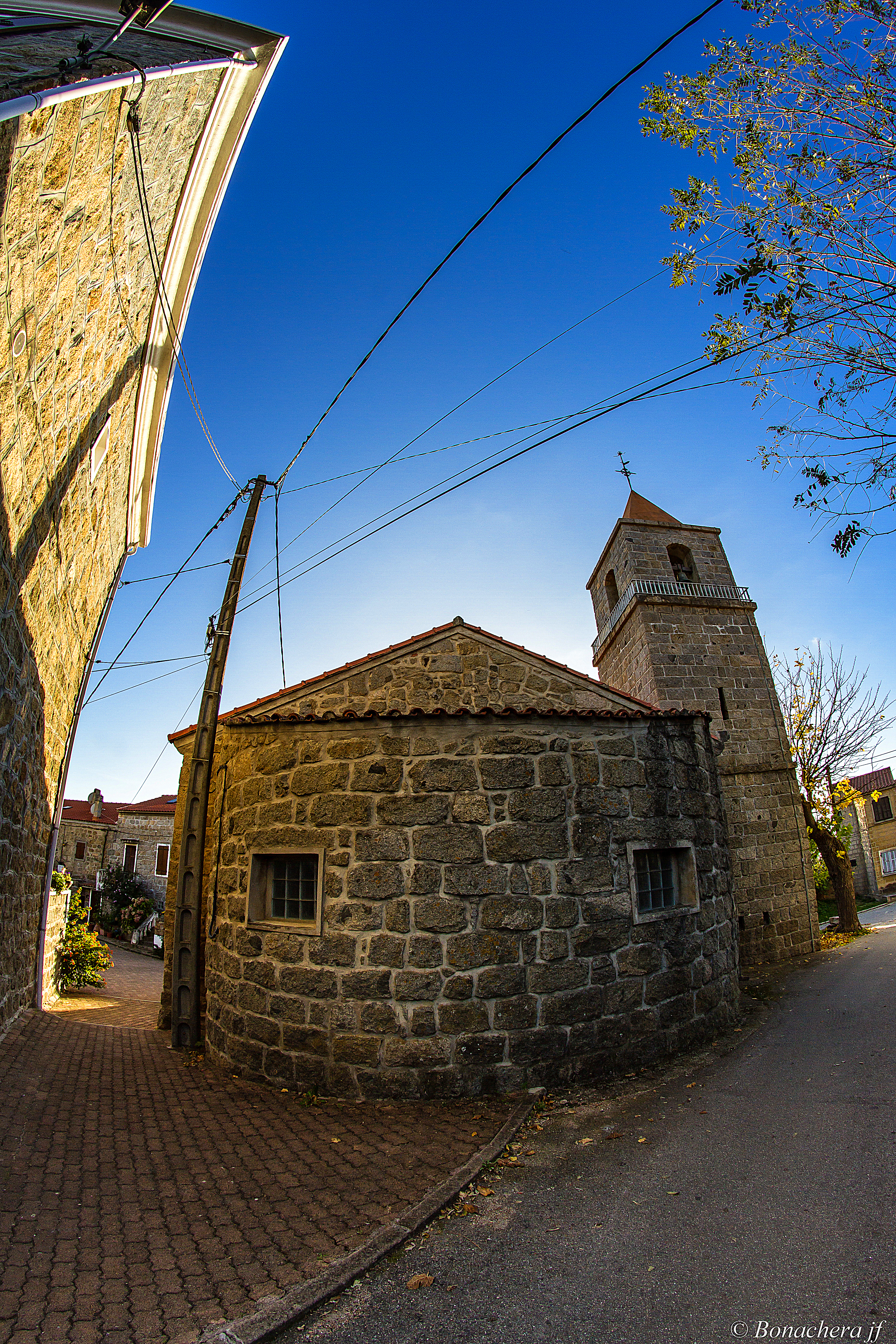
Vue arrière de l'église Saint-Pierre et Saint-Paul

À l'entrée du village (extrémité ouest), ce rocher dans lequel a été façonné un banc est un point de rencontre des habitants, l'été à la tombée de la nuit. C'est là que chacun raconte sa journée, que se mêlent les générations et que l'on observe ensemble le ciel étoilé. À écouter les anciens, on s'aperçoit que nos parents et grands-parents avaient dans leur jeunesse le goût des farces et des blagues.

### La place Roger Leandri
Elle est aussi appelée place de l'école car dans ce qui est aujourd'hui la mairie se tenait autrefois l'école. Environ 60 élèves étaient recensés à la fin du XIXe siècle. Elle possède une fontaine—a funtanedda—dont l'eau est potable.

### Spunitoghju
Un spunitoghju est un endroit plat situé à certaines entrées du village. Il servait de reposoir aux convois funéraires arrivés des bergeries environnantes. On y déposait le mort afin de rendre son esprit à la nuit. Le lendemain matin, à 8 heures, le convoi entrait dans le village où la population s'était réunie pour l'enterrement.
L'association "Salvemu Ghjunchetu" a restauré au cours du printemps 2003 deux spunitoghji. L'un—suttanu—sur le chemin qui mène à Funtana di Valdu, le second—supranu—au-dessus du cimetière sur la piste qui mène à Bocca di Piavone.

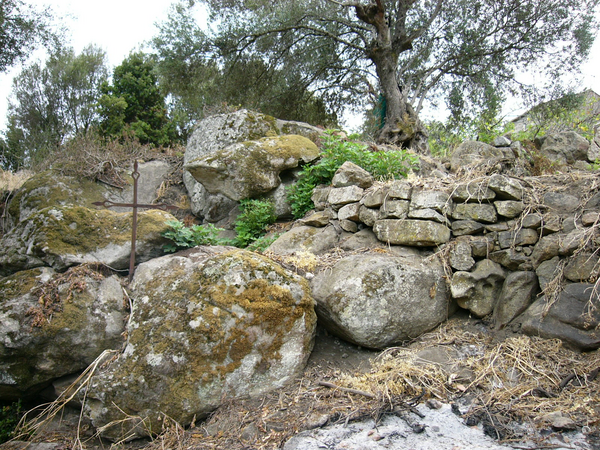

### U Troghju Comunu
U troghju comunu était l'ancêtre de nos coopératives vinicoles. L'agriculture du village a toujours été de type vivrière, malgré quelques essais de culture des muriers pour l'élevage des vers à soie. La culture de la vigne par les habitants de Giuncheto était faite pour leur propre consommation. Dans les vallées voisines, notamment celle de l'Ortolo les grands domaines—San Michele, Saparale, etc. -- employaient souvent les hommes du village mais ne leur permettaient pas d'utiliser leurs pressoirs pour faire leur propre vin. D'ailleurs, il aurait été sans doute peu commode de transporter si loin le raisin pour le presser puis ramener le jus à dos d'ânes et de mules. Les fermiers allaient donc au Troghju Comunu pour presser leur raisin puis ramenaient le jus chez eux, où il fermentait dans les barriques que chacun possédait dans sa cave.
Certains font remonter l'origine de ce bâtiment à plus de mille ans. Il a servi jusque dans la première moitié du XXe siècle.

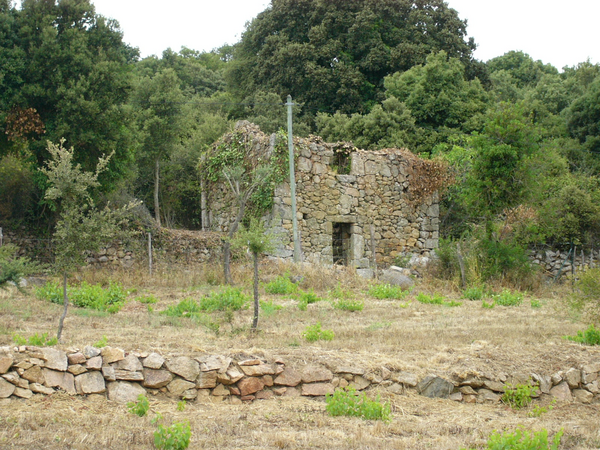
U Troghju Comunu à giuncheto.
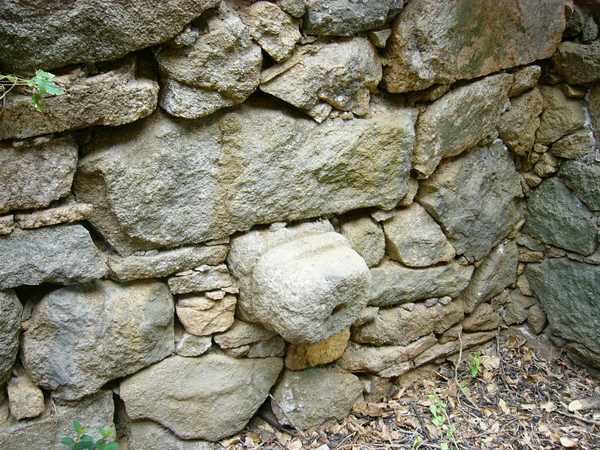
U Troghju Comunu avec la pierre qui servait à l'écoulement du jus de raisin.

### Casalta
La place Casalta est fermée au nord par l'église. Son côté ouest est bordé de très vieilles maisons. L'une d'entre elles est marquée des cinq F, pour "Fortuna, Fammi Fà Felice  Fine" (Fortune, accorde-moi une fin heureuse). Il semblerait que d'autres maisons portant cette inscription existent dans le Sartenais. Il s'agirait là d'un signe distinctif laissé par le maçon lors de la construction plutôt qu'une devise du propriétaire.

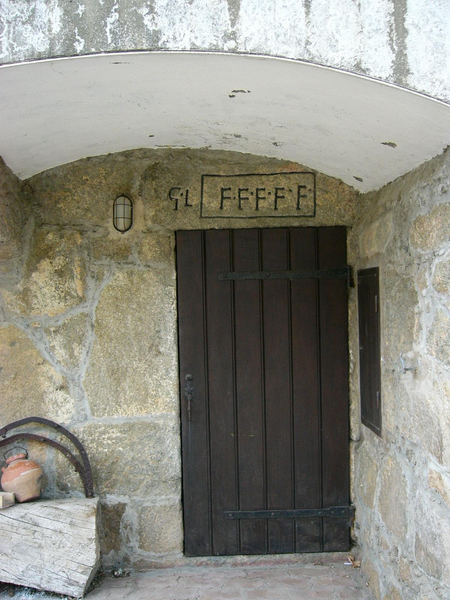

### Croix et croissant
Sur l'une des maisons bordant la rue qui longe l'église, se trouve un bas relief montrant un croissant et une croix. L'origine de cette pierre et de son inscription reste mystérieuse. Cela pourrait représenter un mariage mixte chrétien - musulman ou encore être un symbole marquant la fin des razzias maures dans le sud de la Corse.

### La maison du cordonnier
Elle est située sur la Piazza di Furru, la place la plus au sud du village. Elle est maintenant en ruines, mais on peut voir sur son côté est une pierre gravée portant la mention "Io Calzio 1684" (je suis cordonnier). On pense que c'est la plus vieille maison du village.